# Вулиця Володимирська (Хмельницький)
Вулиця Володимирська — вулиця в місті Хмельницькому, пролягає центральною частиною міста від вулиці Кам'янецької до вулиці Староміської.
До Володимирської вулиці прилучаються Соборна, Грушевського, Героїв Майдану, Проскурівська, Подільська, вулиця Володимира Пилипчука та Вайсера.

## Історія
Прокладена згідно з планом забудови міста від 1824 року й мала першу назву Дворянська, яка пов'язана з тим, що вздовж вулиці були виділені земельні ділянки під забудову для заможних верств населення міста (переважно дворян).
У 1921 році Дворянську перейменували на честь Є. Остаповича — місцевого революційного діяча.
У 1940 році вулиця отримала ім'я Сергія Кірова — радянського партійного і державного діяча.
У 1991 році перейменована на честь Володимира Святославича — Великого князя київського, що хрестив Русь.

## Історичні будівлі
До наших днів збереглися деякі кам'яниці від забудови кінця XIX — початку XX століть: будинки № 56, 63, 103.
Серед найцікавіших є Будинок єпархіального вікарного управління — одноповерхова цегляна кам'яниця з великими круглими вікнами на ризалітах (будинок № 56).
На початку XX століття тут було єпархіальне Проскурівсько-Летичівське вікарство. Від 1921 року його очолив вікарний єпископ Валеріан (Василь Рудич) — знаний на Поділлі духовний діяч, якого 1925 року заарештували карні органи радянської влади й заслали до Середньої Азії. Після кількох ув'язнень і заслань отця Валеріана у 1937 році розстріляли в архангельській в'язниці. Нині Хмельницька єпархія веде роботу щодо канонізації єпископа Валеріана.
Майже наприкінці вулиці (будинок № 113) височіє Свято-Покровський кафедральний собор, освячений у 1992 році. Ще в середині XIX століття на його місці був християнський цвинтар та невеличка Покровська цвинтарна церква. Наприкінці 1870-х років цвинтар опинився в межах міста й був закритий. У Покровській церкві й далі відправляли служби Божі, а в радянські роки тривалий час (після закриття собору Різдва Богородиці) вона була єдиним у місті діючим храмом. У 1964 році й це вогнище православ'я під тиском влади припинило існування. Відродження храму почалося наприкінці 1980-х років — на його місці за три роки звели Свято-Покровський кафедральний собор.

## Установи та заклади
- Володимирська, 49. Міська друкарня. Спорудження цього триповерхового будинку для потреб єдиної на той час друкарні (підпорядковувалася обласному видавництву) було завершено у 1962 році. Згодом друкарня отримала статус міської і стала одним із найбільших поліграфічних підприємств Хмельницького. Перша в Проскурові друкарня почала діяти у 1893 році, її засновником та власником був міщанин Д. Голованевський. У 1910 році в місті налічувалося вже сім приватних друкарень, які в 1921 році були націоналізовані та об'єднані в єдину «Державну друкарню Окрмісцгоспу». Розташовувалася вона в одноповерховому будинку на центральній вулиці, згодом — на вул. Театральній (тоді — Леніна), аж поки у 1962 році не переїхала за нинішньою адресою.

- Володимирська, 51. Колишнє комерційне училище (нині — НВО № 5). Триповерхова будівля споруджена у 1909 році для потреб Проскурівського комерційного училища. 1921 р. тут розташувалася школа № 3, в якій навчалося чимало відомих земляків. Серед них — Петро Семенюк — один із керівників молодіжної підпільної організації, яка активно діяла в роки німецько-нацистської окупації, а також Володимир Пилипчук — учасник війни в Афганістані. На будівлі школи встановлено меморіальну дошку на честь Володимира Пилипчука. Згодом середню школу № 3 перейменували на навчально-виховне об'єднання № 5.

- Володимирська, 85. Корпус комунального некомерційного підприємства «Хмельницький обласний серцево-судинний центр» Хмельницької обласної ради.

- Володимирська, 91. Управління Національного банку України у Хмельницькій області. Будівля споруджена у 1971-1972 роках на місці двоповерхового будинку проскурівського вільнопрактикуючого лікаря М. Ставинського. Тут жила родина лікаря, тут же він приймав хворих, а в окремому будинку у дворі розташовувався найкращий у місті пологовий будинок.

- Володимирська, 92. Обласна телерадіокомпанія «Поділля-Центр». Створена в листопаді 1991 р. як обласна державна студія телебачення (ХТБ). Згодом перетворена на обласну телерадіокомпанію «Поділля-Центр». Займає приміщення колишнього Обласного Будинку політпросвіти.

- Володимирська, 113. Свято-Покровський кафедральний собор. Головний православний храм міста (Українська православна церква Московського патріархату) — Свято-Покровський кафедральний собор — розташований поблизу перехрестя вул. Володимирської з Кам'янецькою. У XVIII—XIX ст. ця частина міста, де нині височить собор, вважалася окраїною Проскурова і 1824 р. згідно з генеральним планом забудови міста була відведена під християнський цвинтар. Приблизно в ті ж роки в центрі цвинтаря побудували невелику церкву, освячену на честь Покрови Пресвятої Богородиці. Наприкінці 1870-х років цвинтар опинився в межах міста й рішенням місцевої влади був закритий. Територію під новий цвинтар відвели неподалік — вище Кам'янецької, одразу за залізничними коліями, і тому Покровська церква ще якийсь час залишалася діючою. Але поступово (а особливо після відкриття на новому цвинтарі каплиці) церкву все менше й менше відвідували. В 1907 р. єпархіальне управління вирішило більшу частину майна Покровської цвинтарної церкви передати у розпорядження Олексіївського реального училища (в його приміщенні нині розташований міськвиконком), де для потреб учнів була влаштована домова Свято-Олексіївська церква. Старий цвинтар, який був занедбаний, в 1911 р. з благословення Преосвященного Серафима, єпископа Подільського і Брацлавського, віддали в користування Подільського товариства бджолярів. У ті роки багато священиків краю були активними бджолярами й утримували великі пасіки, а, наприклад, сам Преосвященний Серафим був почесним головою товариства. Отже, на третині території старого цвинтаря південніше Покровської церкви Товариство бджолярів улаштувало показову пасіку.

За радянських часів Покровська церква прийшла до остаточного запустіння. 23 грудня 1938 р. за рішенням президії Проскурівської міськради «цвинтарна церква по вул. Фрунзе підлягає закриттю, тому що знаходиться в безгосподарному стані і загрожує обвалом».
Відродження церкви почалося лише наприкінці 1980-х років. Більше трьох років віруючі міста й області вносили свої пожертвування, а також допомагали будівельникам під час спорудження на місці старої церкви нового храму. 14 січня 1992 р. при численному зібранні народу відбулося урочисте відкриття Святого-Покровського кафедрального собору. Освячення храму і перше богослужіння пройшли за участю єпископів Хмельницького і Кам'янець-Подільського Нифонта, Чернівецького і Буковинського Онопрія, Тернопільського і Кременецького Сергія, а також багатьох священиків приходів Хмельницької єпархії. З того дня над обласним центром майже на все місто лунає мелодійний дзвін відродженого храму.

## Галерея

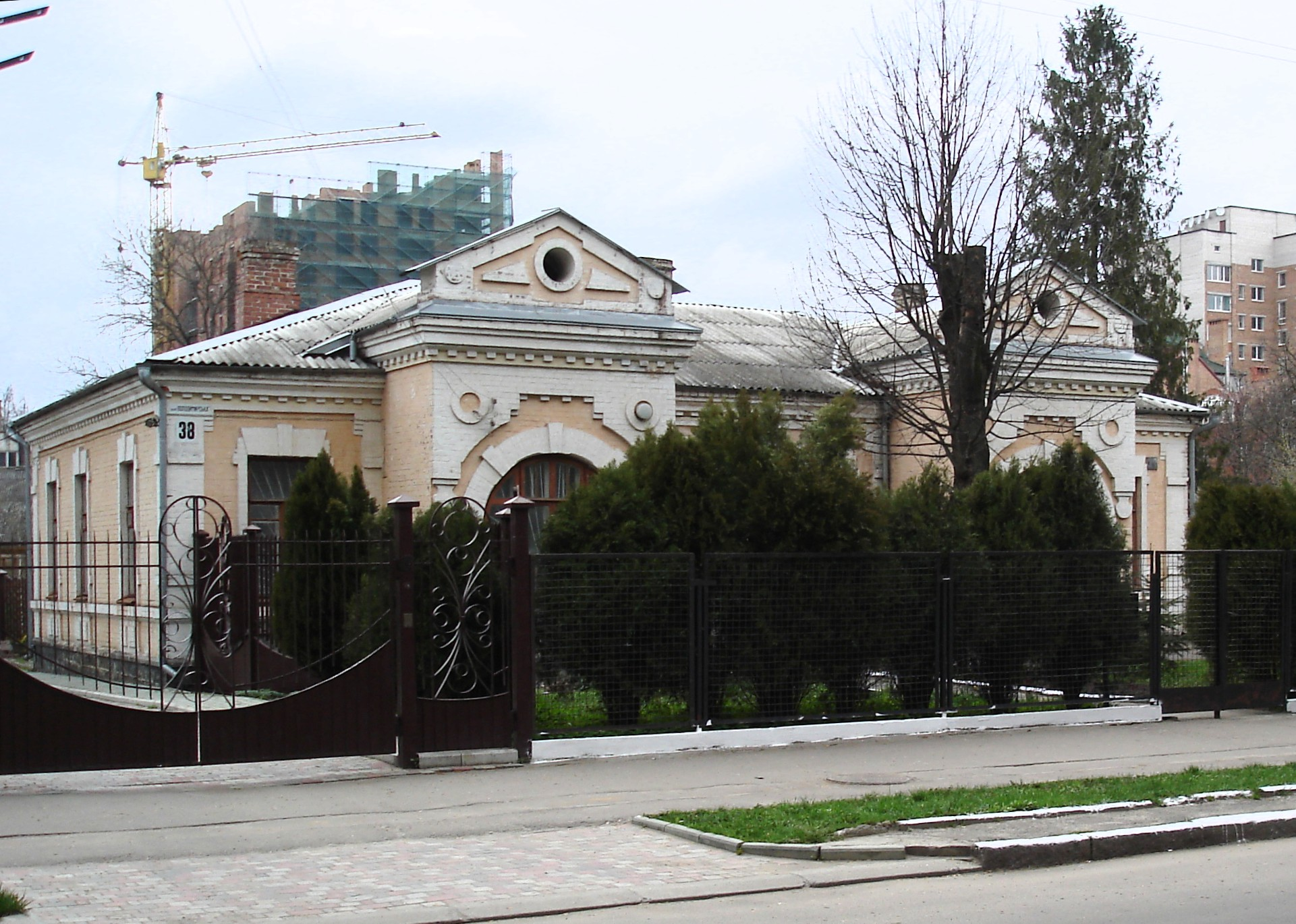
Будинок Проскурівського вікарного управління
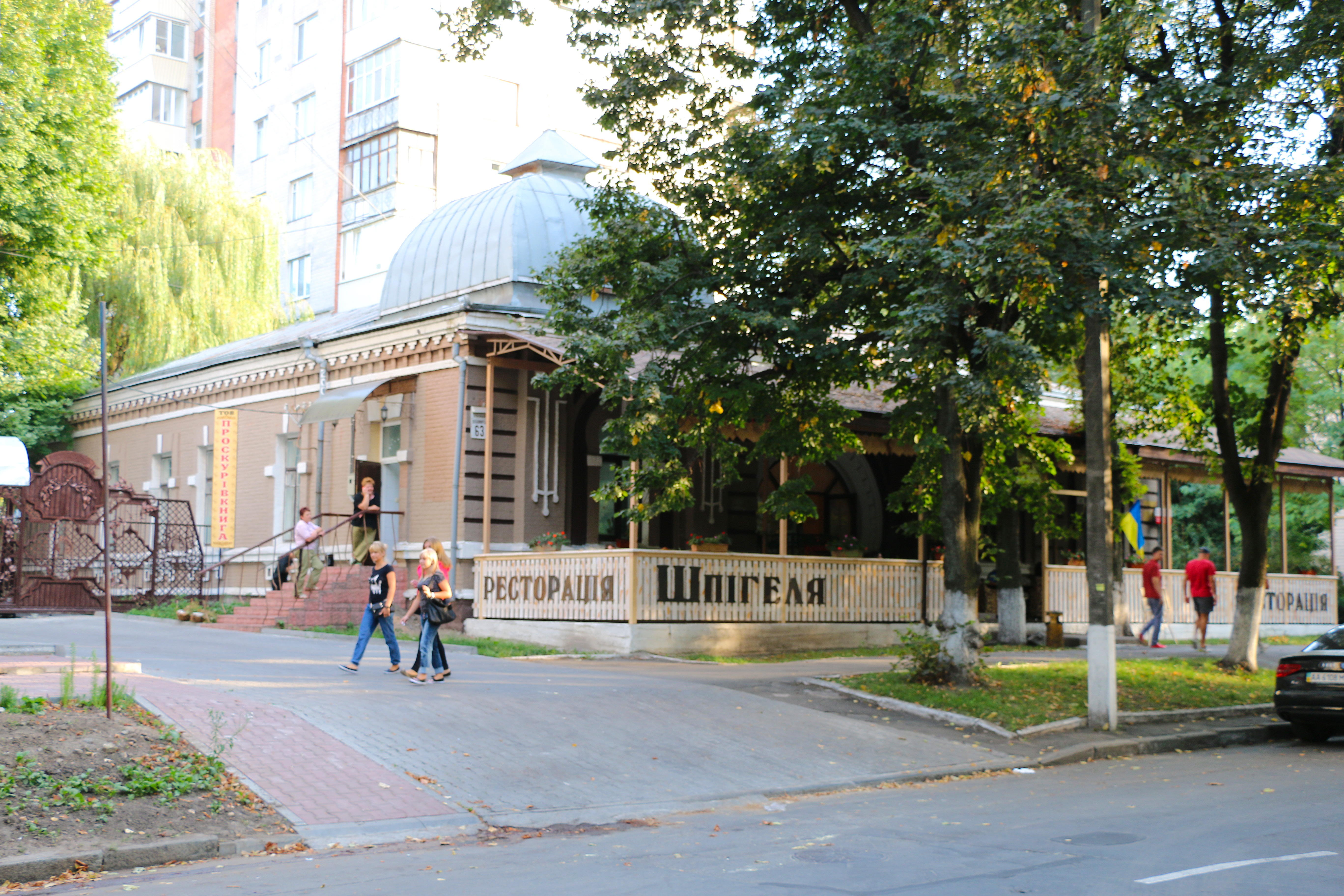
Особняк І.Шпігеля, нині ресторан
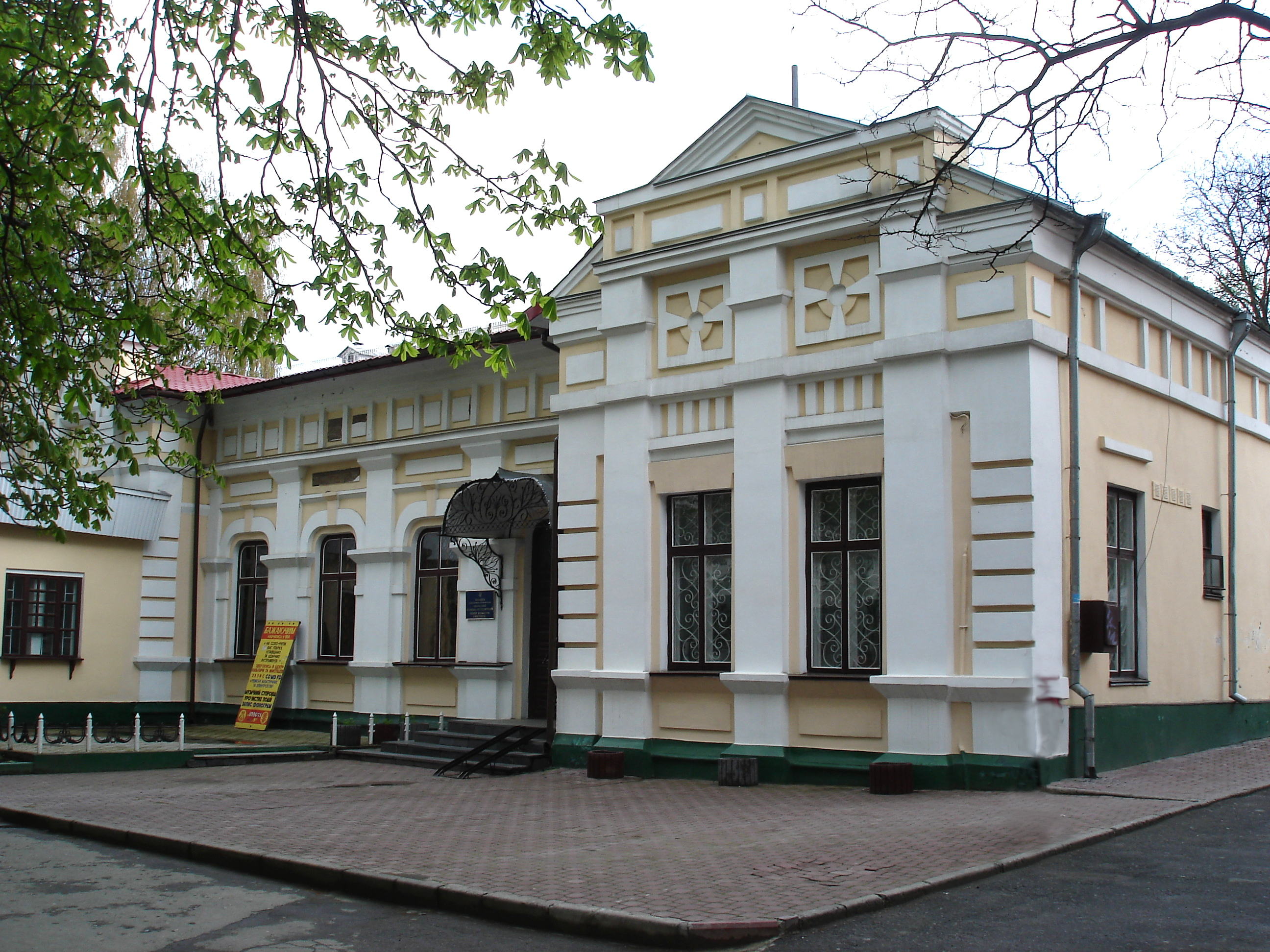
вулиця Володимирська,103
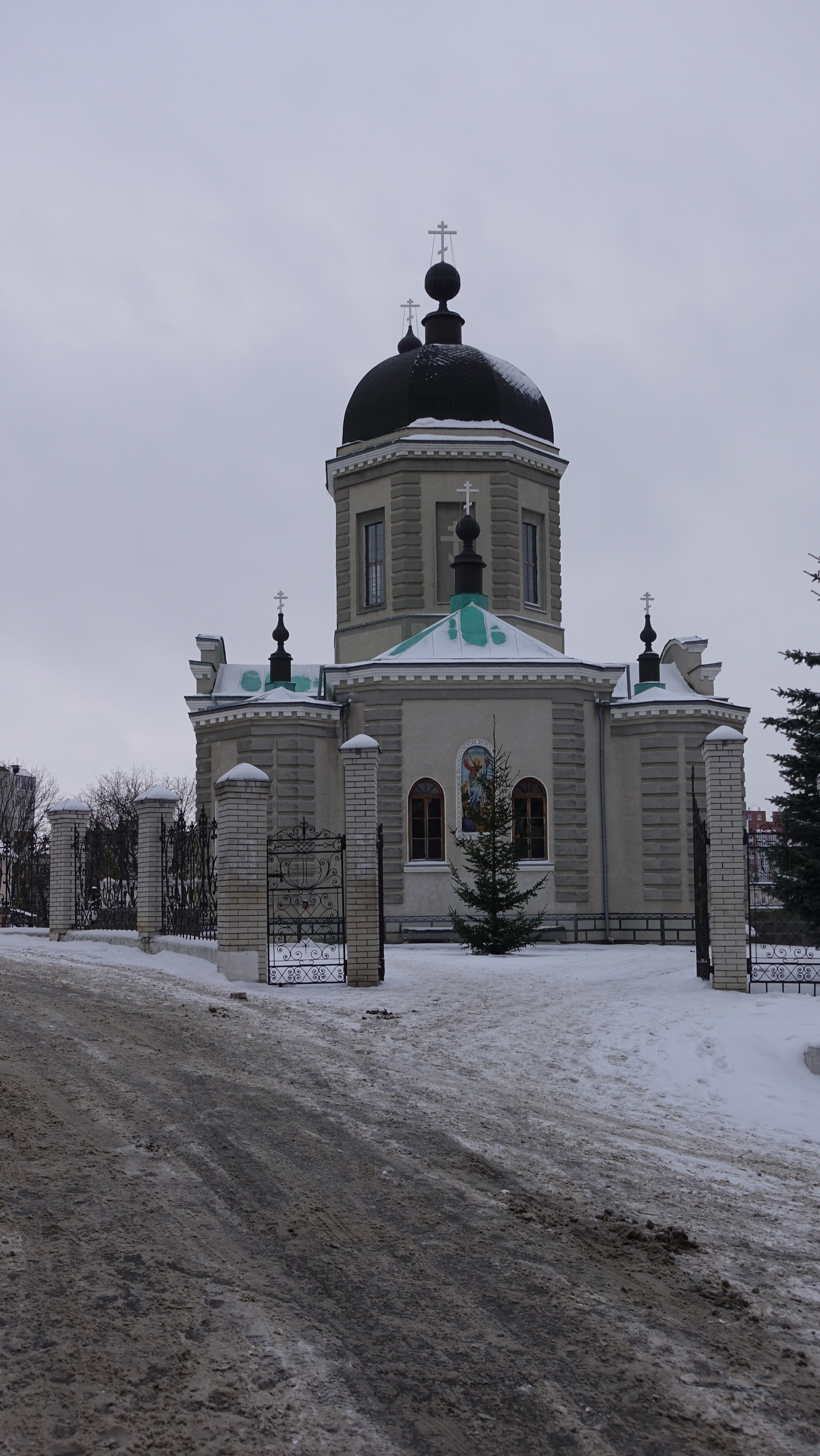
Свято-Покровський собор
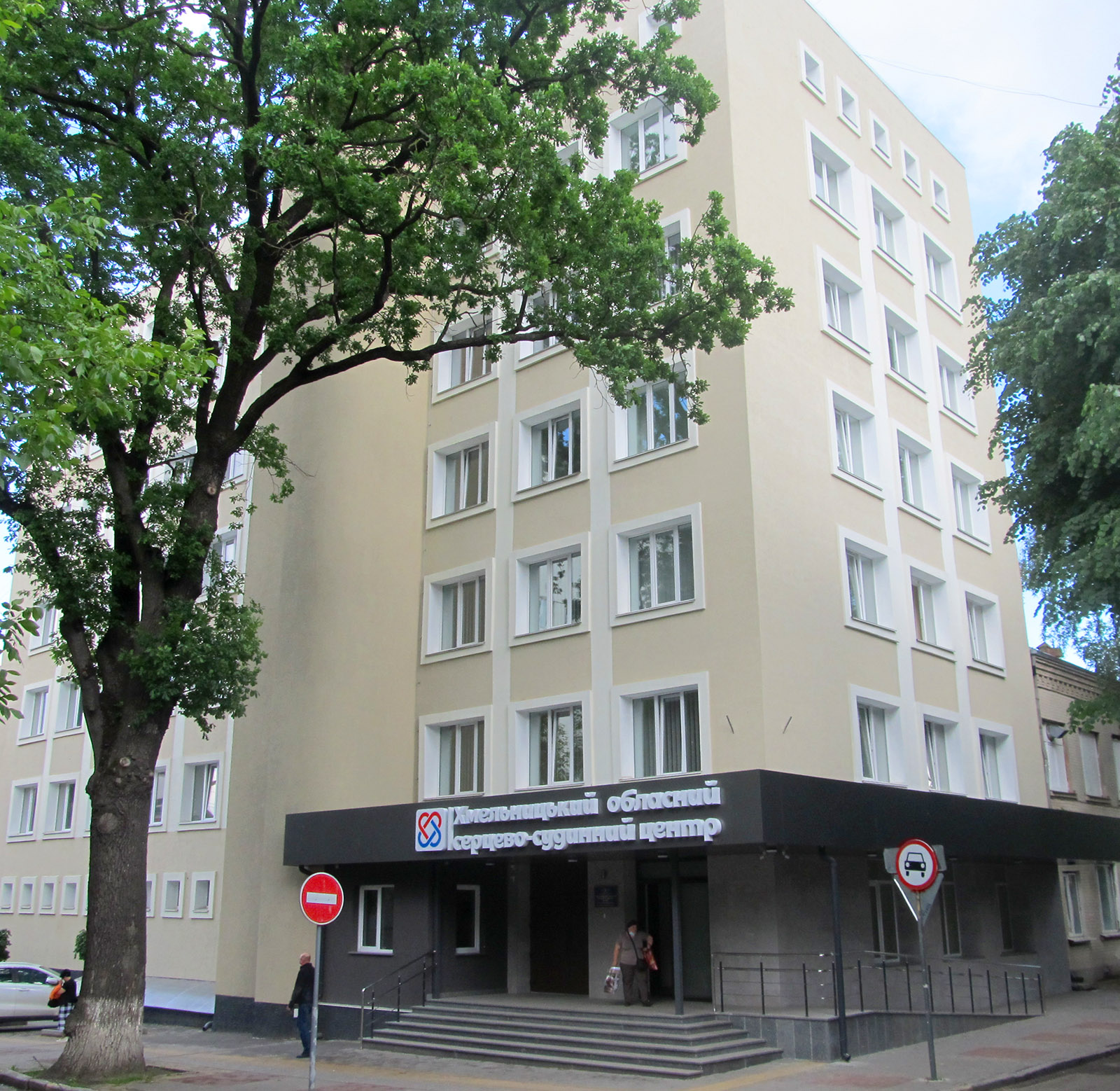
Хмельницький обласний серцево-судинний центр